# رخت‌پوش ساق‌سیاه
رخت‌پوش ساق‌سیاه (نام علمی: Pygathrix nigripes) نام یک گونه از سرده رخت‌پوش است.